# Andre Miller
Andre Lloyd Miller (ur. 19 marca 1976 w Los Angeles) – amerykański koszykarz, występujący w drużynie ligi NBA.

## Szkoła średnia i college
Uczęszczał do Verbum Dei High School, a następnie University of Utah, gdzie grał przez 4 lata. W drużynie występował z przyszłymi zawodnikami ligi NBA, takimi jak Keith Van Horn i Michael Doleac. W 1998 roku doprowadził Utah do finału turnieju NCAA, gdzie ulegli drużynie Kentucky. W tym samym roku uzyskał dyplom z socjologii.

## Kariera NBA

### Cleveland Cavaliers
Po ukończeniu studiów Miller został wybrany w 1999 roku, w drafcie NBA z numerem 8 przez Cleveland Cavaliers. W pierwszym sezonie swojej gry zaliczał średnio 11,1 punktów i 5,8 asysty na mecz, natomiast w ostatnim roku gry dla Cleveland jego statystyki podniosły się do 16,5 punktów i 10,8 asysty na mecz. Podczas swojej kariery w Cleveland został wybrany do pierwszej piątki debiutantów, został pierwszym graczem w historii tego zespołu, który został wybrany graczem tygodnia dwa razy, ustanowił rekord asyst w historii tego zespołu, wynoszący 882 asysty, natomiast w sezonie 2001-02 był jedynym zawodnikiem ligi, który przeciętnie zaliczał powyżej 10 punktów i asyst na mecz.

### Los Angeles Clippers i Denver Nuggets
30 lipca 2002 roku został wymieniony wraz Bryantem Stithem, za Dariusa Milesa i Harolda Jamisona do Los Angeles Clippers, gdzie grał tylko przez rok. w 2003 roku podpisał wieloletni kontrakt z Denver Nuggets, gdzie stał się częścią młodego, bardzo dobrze zapowiadającego się zespołu.

### Philadelphia 76ers
19 grudnia 2006 roku stał się częścią wymiany obejmującej m.in. Allena Iversona i trafił do zespołu Philadelphia 76ers. W Filadelfii, statystyki Millera wyróżniały się w wielu kategoriach. W sezonie 2006-07 był czwartym zawodnikiem NBA w asystach (625), siódmym w asystach na mecz (7,8), dwudziestym w przechwytach (1,38) i piętnastym w stosunku asyst do strat (2,82).

### Portland Trail Blazers
24 lipca 2009 roku Miller podpisał 3-letni kontrakt z zespołem Portland Trail Blazers wart 21 milionów dolarów. 30 stycznia 2010 r. uzyskał rekord kariery w punktach, zdobywając ich 52 w meczu przeciwko Dallas Mavericks.

### Denver Nuggets
23 czerwca 2011, podczas draftu 2011, Miller, wraz z prawami do 26. wyboru (Jordan Hamilton) został wymieniony do Denver Nuggets w zamian za Raymonda Feltona. 11 lipca 2012 Miller przedłużył kontrakt z Nuggets na kolejne trzy lata.

### Washington Wizards
20 lutego 2014, Miller trafił do Washington Wizards w ramach wymiany między trzema klubami: Nuggets, Wizards i Philadelphia 76ers.

### Sacramento Kings
W dniu 19 lutego 2015 roku, Miller został sprzedany do Sacramento Kings w zamian za Ramona Sessionsa.

### Minnesota Timberwolves
3 sierpnia 2015 roku podpisał roczną umowę z klubem Minnesota Timberwolves. Został zwolniony 25 lutego 2016 roku.

### San Antonio Spurs
29 lutego 2016 roku podpisał umowę z klubem San Antonio Spurs.

## Osiągnięcia
NCAA
- Zawodnik Roku Konferencji WAC (1999)[8]
- Zaliczony do[8]:
  - I składu:
    - All-American (1999)
    - WAC (1998, 1999)
    - turnieju:
      - WAC (1999)[9]
      - NCAA Final Four (1998 - AP)[9]
- Uczelnia zastrzegła należący do niego numer 24
- Jest jednym z zaledwie trzech zawodników, którym udało się uzyskać triple-double w turnieju NCAA[8]

NBA
- Wybrany do I składu debiutantów NBA (2000)[10]
- Lider NBA w asystach (2002)[11]
- 2-krotny uczestnik NBA Rookie Challenge (2000, 2001)[8]
- 4-krotny Zawodnik Tygodnia NBA (9.12.2001, 17.02.2002, 10.02.2008, 2.03.2008)[9]

Reprezentacja
- 2–krotny mistrz Igrzysk Dobrej Woli (1998, 2001)[12]
- Uczestnik:
  - mistrzostw świata U–22 (1997 – 5. miejsce)[13]
  - mistrzostw świata (2002 – 6.miejsce)[12]

## Rekordy kariery
| Statystyka              | Data                | Przeciwko           |
| ----------------------- | ------------------- | ------------------- |
| Punkty: 52              | 30 stycznia 2010 r. | Dallas Mavericks    |
| Asysty: 22              | 15 grudnia 2001 r.  | Philadelphia 76ers  |
| Zbiórki: 12             | 26 stycznia 2007 r. | Cleveland Cavaliers |
| Zbiórki w ataku: 6      | 3 razy              |                     |
| Zbiórki w obronie: 10   | 10 stycznia 2003 r. | Seattle SuperSonics |
| Bloki: 3                | 3 razy              |                     |
| Przechwyty: 9           | 15 grudnia 2001 r.  | Philadelphia 76ers  |
| Minuty: 53              | 8 marca 2002 r.     | Milwaukee Bucks     |
| Celne rzuty z pola: 22  | 30 stycznia 2010 r. | Dallas Mavericks    |
| Oddane rzuty z pola: 31 | 30 stycznia 2010 r. | Dallas Mavericks    |
| Celne rzuty "za 3": 3   | 2 razy              |                     |
| Oddane rzuty "za 3": 6  | 21 marca 2010       | Phoenix Suns        |
| Celne rzuty wolne: 16   | 18 lutego 2002 r.   | Utah Jazz           |
| Oddane rzuty wolne: 17  | 18 lutego 2002 r.   | Utah Jazz           |
| Na podstawie NBA.com    |                     |                     |